# Margaret Wilson (Politikerin)

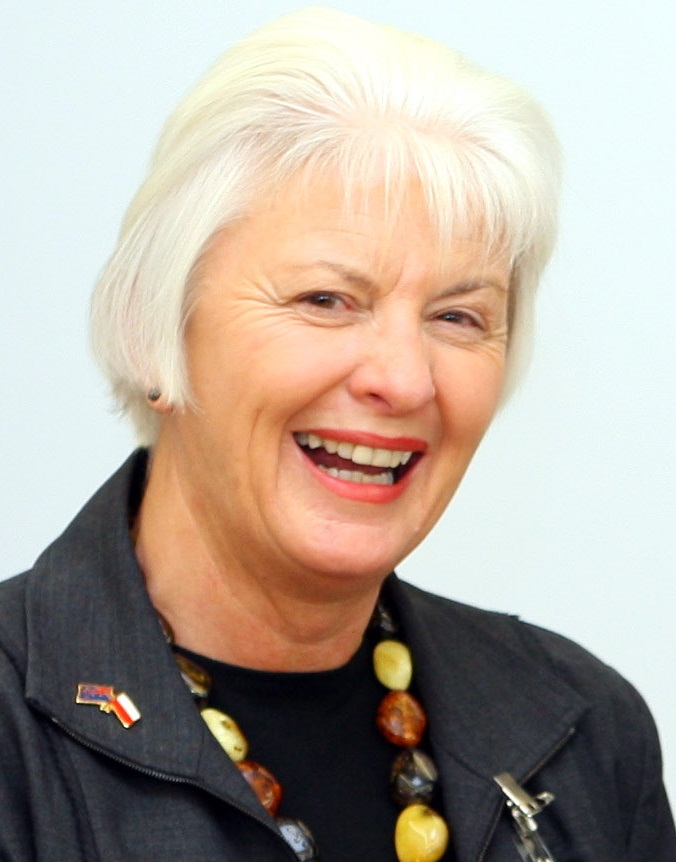
Margaret Anne Wilson (2008)

Margaret Anne Wilson DCNZM (* 20. Mai 1947 in Gisborne, Neuseeland) ist eine neuseeländische Juristin, war Professorin an der University of Waikato und Politikerin der New Zealand Labour Party. Sie war die erste Frau in Neuseeland im Amt des Speaker of the House.

## Frühes Leben
Margaret Anne Wilson wurde am 20. Mai 1947 im Cook Hospital in Gisborne geboren, angeblich während eines Erdbebens, und wuchs in einer katholisch geprägten Familie in der Kleinstadt Morrinsville in der Region Waikato mit weiteren drei Geschwistern auf. In den frühen 1960er Jahre verließ sie ihren Heimatort, um ihre Schulausbildung an einer Boarding School zu vollenden und anschließend zu studieren. Sie besuchte nacheinander die St Joseph’s Primary School, das Morrinsville College und schließend das St Dominic’s College in Northcote, einem Stadtteil von Auckland. Ein Studium des Rechts (Master) schloss sie an der University of Auckland im Jahr 1970 mit Auszeichnung ab.
Im Alter von 16 Jahren führte eine Krebserkrankung zur Amputation eines Beins oberhalb des Knies und zu einer lebenslangen Beeinträchtigung.

## Berufliche Karriere
Nach dem Abschluss ihres Studiums, arbeitete Wilson als Rechtsanwältin und Juristin und ging 1972 zurück an die University of Auckland, wo sie einen Lehrauftrag annahm. Sie lehrte dort bis in das Jahr 1990. Von 1985 bis 1989 leitete sie als Direktorin die Reserve Bank of New Zealand.

## Politische Karriere
Wilson beteiligte sich früh an der aufkommenden Bewegung des Feminismus in den 1960er- und 1970er-Jahren. Sie engagierte sich im The National Council on the Employment of Women (NACEW) (dem Nationalen Rat für die Beschäftigung von Frauen). Nach dem Abschluss ihre Studiums wurde sie Mitglied in der Gewerkschaft der Legal Employees’ Union und wurde bald zum Secretary der Organisation gewählt.
In den späten 1970er Jahre wurde Wilson Mitglied der New Zealand Labour Party und arbeitet sehr eng mit Helen Clark und dem damaligen Labour Party President, Jim Anderton zusammen. Als ihre Partei 1984 die General Election (Parlamentswahl) gewann, übernahm Wilson als erste weibliche Präsidentin den Vorsitz in ihrer Partei. Im Jahr 1987 gab sie den Vorsitz ab und übernahm nach einer kurzen Zeit in der Law Commission 1989 die Position der Stabschefin in der Regierung von Geoffrey Palmer.

## Beruflicher Abstecher
Als 1990 Labour die General Election verlor, wechselte Wilson an die University of Waikato, wurde dort Dekan der neuen juristischen Fakultät, die sie schuf. Außerdem lehrte sie an der Universität als Professorin.

## Regierungsämter
Nachdem Helen Clark im Jahr 1999 mit Labour wieder eine Regierung stellen konnte, übernahm Wilson das Amt der Ministerin für Arbeit von Dezember 1999 bis Februar 2004, wurde Attorney General (Generalstaatsanwalt) von Dezember 1999 bis Februar 2005 und hatte während dieser Zeit noch verschiedene weitere Ministerposten, wie Minister in Charge of Treaty of Waitangi Negotiations, Minister Responsible for the Law Commission, Minister for Courts, Minister of Commerce, Minister for Building Issues, sowie den Vorsitz in einigen Komitees inne.
Ab dem 3. März 2005 übernahm sie das Amt des Speaker of the House, das sie bis zum 8. Dezember 2008 ausfüllte. Sie war damit die erste Frau in Neuseeland, die dieses Amt innehatte. Alle Regierungsämter gab sie dafür ab. Als Speaker war sie gleichzeitig Minister Responsible for the Parliamentary Service. Mit dem Verlust der Regierungsmacht von Labour im Jahr 2008 schied Wilson im November 2008 aus dem Parlament aus und ging in den politischen Ruhestand.

## Ruhestand
Wilson nutzte ihre nun frei gewordene Zeit, um sich weiter mit dem Thema Feminismus in Politik und Gesellschaft auseinanderzusetzen, schrieb einige Bücher und veröffentlichte zuletzt im August 2021 ihr Werk Activism, Feminism, Politics and Parliament, das von Kritikern als Abrechnung mit ihren politisch nahe stehenden Personen und ihrer Zeit im Parlament und in Regierungsämter gilt.

## Werke

### Als Autorin
- Union Membership in New Zealand. An Assessment of Government Policy. In: New Zealand Journal of Industrial Relations. Volume 1, No. 1, 1. Mai 1976, doi:10.26686/nzjir.v1i1.2108 (englisch, und weitere Artikel in den verschiedenen Ausgaben des Journals).
- Women and power. Law, economics, politics and decision making. In: 3Women's Studies Journal. Band 29, 1986 (englisch).
- Labour in government, 1984-1987. Port Nicholson Press, Wellington 1989, ISBN 978-0-04-641049-0 (englisch).
- Constitutional Lessons from New Zealand. Oral Evidence. Stationery Office, London 15. März 2011 (englisch).
- The struggle for sovereignty. New Zealand and twenty-first century statehood. BWB Texts, Wellington 2015, ISBN 978-0-908321-20-9 (englisch).
- Activism, Feminism, Politics and Parliament. Bridget Williams Books, Wellington 2021, ISBN 978-1-988587-84-4, doi:10.7810/9781988587844 (englisch).

### Als Co-Autorin
- Margaret A. Wilson, Anna Yeatman: Justice & Identity. Antipodean Practices. Bridget Williams Books, Wellington 1995, ISBN 978-0-908912-60-5 (englisch).
- Margaret A. Wilson, Paul Hunt: Culture, rights, and cultural rights. perspectives from the South Pacific. Huia Publishers, 2000, ISBN 978-1-877241-44-4 (englisch).
- Margaret Wilson, Judy McGregor, Sylvia Bell: Human Rights in New Zealand. Emerging Faultlines. Bridget Williams Books, Wellington 2016, ISBN 978-0-947492-74-8 (englisch).

## Ehrungen
- 1985 – Life Member, Auckland Women Lawyers' Association
- 1993 – The New Zealand Suffrage Centennial Medal 1993[6]
- 2004 – Honorary Doctorate, University of Waikato
- 2009 – Distinguished Companion of the New Zealand Order of Merit – 2. April 2009[7]